# Hernán Gumy
Hernán Gumy, né le 5 mars 1972 à Buenos Aires, est un joueur puis entraîneur de tennis argentin, professionnel entre 1991 et 2001.

## Carrière
Originaire de Temperley, Hernán Gumy passe ses premières saisons sur le circuit secondaire et obtient des victoires à Budapest et Bochum en 1994. Il s'impose de nouveau en Hongrie deux ans plus tard, mais aussi aux Bermudes en 1998 et 1999 et São Paulo la même année.
Principal joueur argentin de la fin des années 1990, il a remporté la médaille d'or aux Jeux panaméricains de 1995 à Mar del Plata contre son compatriote Javier Frana. L'année suivante, il représente son pays aux Jeux Olympiques d'Atlanta, étant éliminé au premier tour par le Vénézuélien Nicolás Pereira.
En 1995, il parvient en demi-finale à Porto, Palerme, Valence et Santiago. Il a atteint l'année suivante à deux reprises la finale d'un tournoi ATP, perdant à Oporto, face Félix Mantilla avant de remporter cinq mois plus tard le tournoi de Santiago contre Marcelo Ríos alors no 11 mondial. En 1997, il réalise l'exploit de battre Michael Chang alors n°2 mondial, au tournoi de Rome (6-3, 6-2). Il est quart de finaliste à Auckland, Kitzbühel et Boston.
Surnommé « El Titán », il a atteint à quatre reprises le 3e tour en Grand Chelem, notamment à Roland-Garros en 1998 où il bat Sergi Bruguera au premier tour avant de s'incliner face à Alex Corretja en 5 h 31 (6-1, 5-7, 6-7, 7-5, 9-7), match le plus long de l'histoire du tournoi.
En 14 matchs de Coupe Davis disputés entre 1996 et 2000, Gumy s'est particulièrement distingué en 1998 avec une victoire sur le 6e mondial Karol Kučera à Buenos Aires.
Blessé au genou droit, il met fin à sa carrière prématurément en 2001 et exerce un temps comme représentant de joueur pour une société de management. Il se concentre ensuite sur une carrière d'entraîneur, collaborant dans un premier temps avec Guillermo Cañas puis Gustavo Kuerten, Guillermo Coria, Svetlana Kuznetsova et surtout Marat Safin à partir de 2007. Après la retraite de ce dernier en 2009, il travaille notamment avec Ernests Gulbis et Diego Schwartzman.

## Palmarès

### Titre en simple messieurs
| No | Date       | Nom et lieu du tournoi   | Catégorie    | Dotation  | Surface      | Finaliste    | Score    |  |
| -- | ---------- | ------------------------ | ------------ | --------- | ------------ | ------------ | -------- |  |
| 1  | 04-11-1996 | Hellmann's Cup, Santiago | World Series | 203 000 $ | Terre (ext.) | Marcelo Ríos | 6-4, 7-5 |  |

### Finale en simple messieurs
| No | Date       | Nom et lieu du tournoi | Catégorie    | Dotation  | Surface      | Vainqueur      | Score          |  |
| -- | ---------- | ---------------------- | ------------ | --------- | ------------ | -------------- | -------------- |  |
| 1  | 10-06-1996 | Oporto Open, Porto     | World Series | 400 000 $ | Terre (ext.) | Félix Mantilla | 65-7, 6-4, 6-3 |  |

## Parcours dans les tournois duGrand Chelem

### En simple
| Année | Open d'Australie | Open d'Australie | Internationaux de France | Internationaux de France | Wimbledon       | Wimbledon        | US Open         | US Open         |
| ----- | ---------------- | ---------------- | ------------------------ | ------------------------ | --------------- | ---------------- | --------------- | --------------- |
| 1995  | —                | —                | 1er tour (1/64)          | M. Woodforde             | —               | —                | 2e tour (1/32)  | Michael Stich   |
| 1996  | 3e tour (1/16)   | Thomas Enqvist   | 1er tour (1/64)          | Jan Siemerink            | —               | —                | 3e tour (1/16)  | Jakob Hlasek    |
| 1997  | 2e tour (1/32)   | M. Woodforde     | 1er tour (1/64)          | S. Lareau                | —               | —                | 3e tour (1/16)  | Sergi Bruguera  |
| 1998  | —                | —                | 3e tour (1/16)           | Alex Corretja            | 1er tour (1/64) | Tomas Nydahl     | 2e tour (1/32)  | Pat Rafter      |
| 1999  | 1er tour (1/64)  | Andre Agassi     | 2e tour (1/32)           | D. Sanguinetti           | 1er tour (1/64) | Thomas Enqvist   | 1er tour (1/64) | Kenneth Carlsen |
| 2000  | 1er tour (1/64)  | A. Vinciguerra   | 2e tour (1/32)           | Albert Costa             | 1er tour (1/64) | Francisco Clavet | 2e tour (1/32)  | J.C. Ferrero    |

N.B. : à droite du résultat se trouve le nom de l'ultime adversaire.

## Parcours dans lesMasters 1000
| Année | Indian Wells         | Miami               | Monte-Carlo            | Hambourg              | Rome                       | Canada               | Cincinnati | Stuttgart          | Paris |
| ----- | -------------------- | ------------------- | ---------------------- | --------------------- | -------------------------- | -------------------- | ---------- | ------------------ | ----- |
| 1996  | 1er tour W. Ferreira | 1er tour S. Lareau  | 2e tour Albert Costa   | 2e tour Carlos Moyà   | 1/8 de finale Albert Costa | 1er tour B. Ulihrach | —          | 1er tour N. Kiefer | —     |
| 1997  | 1er tour B. Ulihrach | 2e tour R. Krajicek | 1er tour Philippoussis | 1er tour Jeff Tarango | 2e tour S. Bruguera        | —                    | —          | —                  | —     |
| 1998  | —                    | —                   | —                      | —                     | 1er tour Albert Costa      | —                    | —          | —                  | —     |
| 2000  | —                    | 1er tour G. Gaudio  | —                      | —                     | —                          | —                    | —          | —                  | —     |

N.B. : sous le résultat se trouve le nom de l’ultime adversaire.

## Classements ATP en fin de saison
| Année          | 1989 | 1990 | 1991 | 1992 | 1993 | 1994 | 1995 | 1996 | 1997 | 1998 | 1999 | 2000 | 2001 | 2002 |
| Rang en simple | 623  | 642  | 340  | 263  | 203  | 135  | 62   | 42   | 84   | 109  | 68   | 118  | 610  | 893  |
| Rang en double | –    | 900  | 692  | 323  | 413  | 311  | 286  | 460  | 546  | 611  | 717  | 642  | 1466 | 1533 |

Source : (en) Classements de Hernán Gumy sur le site officiel de la Fédération internationale de tennis